# 鍵

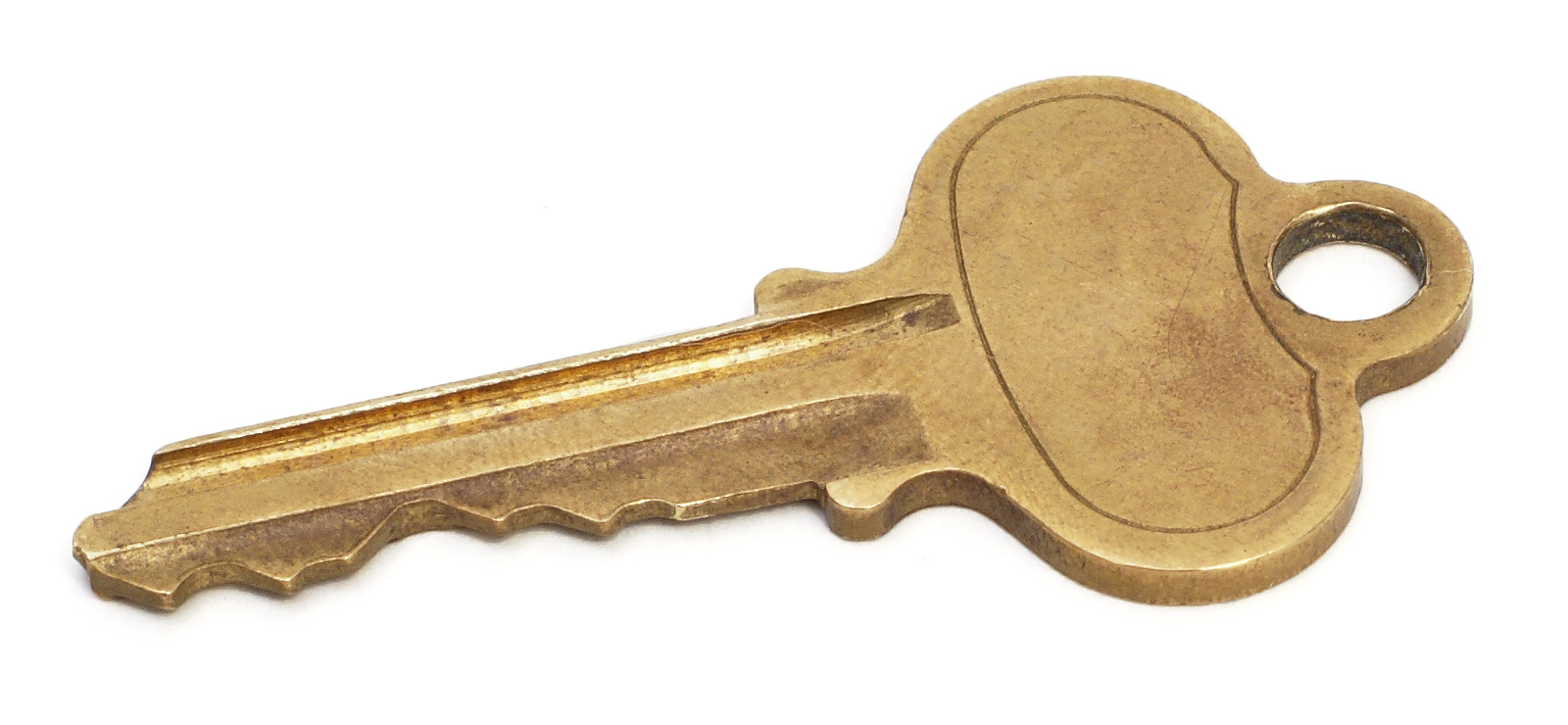
典型的な鍵

鍵（かぎ、鑰、キー、Key）とは、錠（ロック、Lock、扉などを閉ざす目的で取り付けられている機器）を解錠操作により開閉するための器具。錠前（じょうまえ）は錠（じょう）とそれと対となっている鍵（かぎ）をセットにしたものの総称をいう。
典型的な鍵（右図）は、錠の鍵穴に差し込まれる個々に形状の異なるブレード部分と、鍵穴には入らず手でつまんでブレードを回転させるのに使う頭部から成る。ブレード部は一般に一つまたは少数の特定の錠にしか合わない。

## 概説
錠は固定を行う機構の側であり、鍵はそれを開閉するための道具である。建築物や自動車の扉に使われているほか、自転車、金庫、スーツケース、机の引き出し、鞄など幅広い場所に設置されている。自動車のエンジン始動スイッチも、かつては錠前の形をとっている場合がほとんどだった。
鍵および錠前には、要求される形状パターンの多さから切削加工が多用されるため、加工性と適度な硬度、耐食性により耐久性もある黄銅が多用される。現代の鍵は耐久性を高めるためニッケルめっきされた鈍い銀色のものが多いが、古くなって磨耗したり、切削で仕上げられている歯の端面は黄銅の地金が露出する。鉄板のプレス加工で作った鍵もあるが、パターンが限定されるため廉価な自転車用の鍵のようなセキュリティ性の低いものに限られる。
扉を閉ざして固定する錠は締まり機構と鎖錠機構で構成される。締まり機構とは閂（かんぬき）の横棒のように扉などの開閉を阻止するための機構をいう。また鎖錠機構とは錠を操作して扉などを開閉する資格を持つ者が操作しているか判断する機構をいう。錠前によっては合わせ数字などで開閉を行うため、鍵と錠前が一体のようになっている物もあり、これを符号錠という。携帯電話などで実用化されている生体認証技術も、広義の鍵に当たるといえる。
鍵等により扉や窓の錠を締めること（または締めた状態）を施錠という。また、鍵（合鍵）など正規の方法で扉や窓の錠を開けることを解錠という。なお、「開錠」と書く場合は多義的であり、（解錠と区別して）本来の方法によらずに錠を開けることをいう場合と、鍵による解錠や破錠などを広くまとめていう場合がある。

### 比喩としての鍵
イベントやテレビ番組において主催者から自動車が贈られる場合には象徴的に自動車の鍵を模した大型のパネルが用いられることがある。これは鍵がなければ車が動かないことから、鍵を車の所有権の象徴として扱うものである。ほかに、何かの問題を解く際の重要ポイントを指して「鍵」という使用例がある。生物の同定に用いる検索表の英名もkeyである。

## 歴史

### 世界

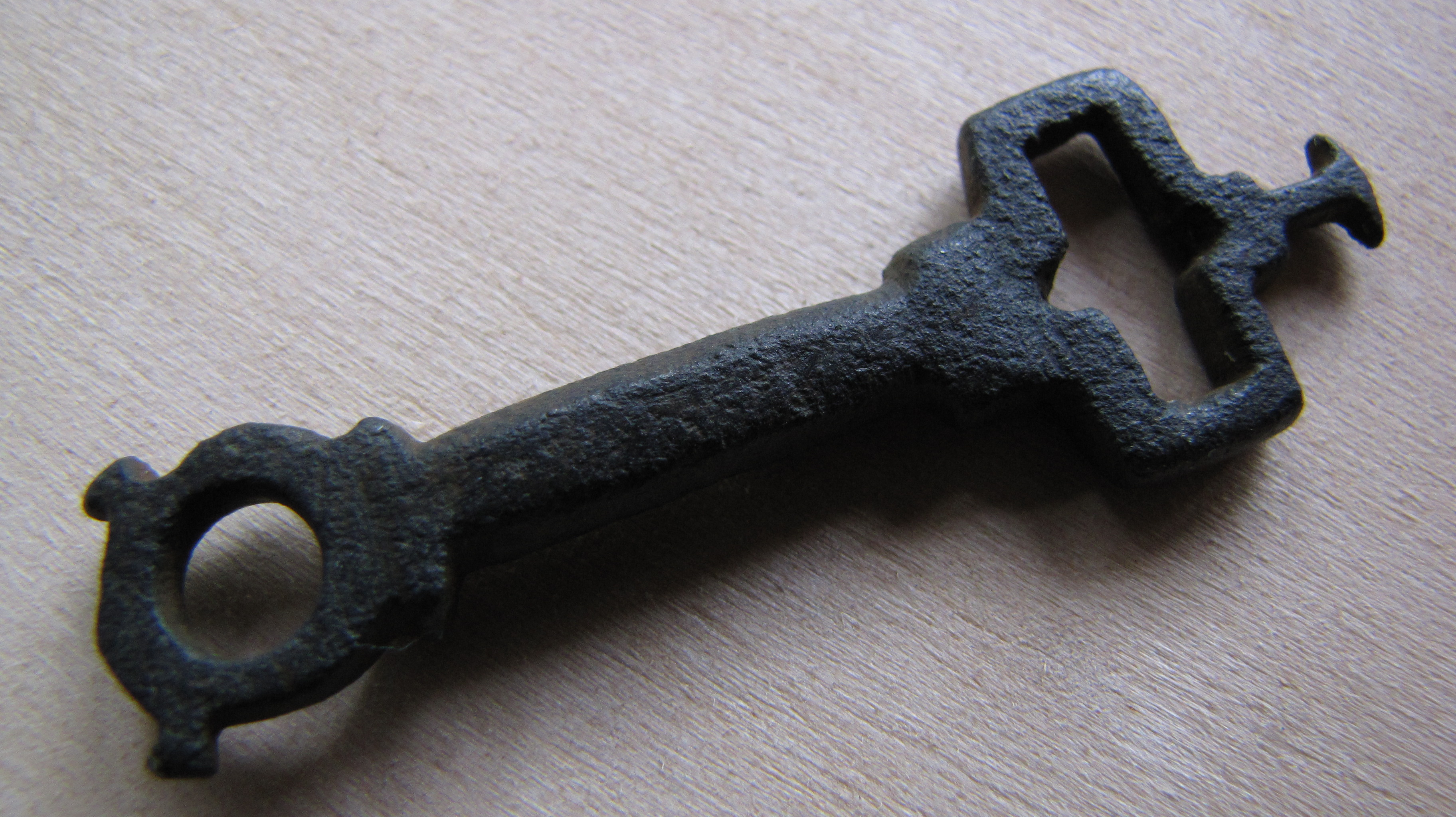
イギリスのヴァイキングが使っていた中空形の鍵（西暦900年頃）

鍵の歴史は古く、世界で最も古い鍵はエジプト錠と呼ばれる木製の鍵で、紀元前2000年頃には存在していたといわれ、壁画にも描かれている。それ以前は紐を複雑な結び目で結んで鍵の代わりとしていた。
また、中世都市の城門の鍵は都市の象徴であった。その名残で、現在でも姉妹都市の提携をするときには、鍵を交換する。
ルイ16世の趣味は鍵と錠を制作することであった。
アメリカ合衆国では、植民地時代から鍵を権力の象徴とする見方があった。ウィリアム・ペンが1682年にデラウェアを訪れたとき盛大な式典が行われ、そこで彼は防衛の仕事を任されたことを象徴する鍵を与えられた。
金属製の平らな鍵は20世紀初頭から広く使われるようになり、鍵を複製する機械が登場するとそのような鍵は容易に複製できるようになった。

### 日本
日本で最古の鍵とされるのは、1998年に野々上遺跡（大阪府羽曳野市）から出土した7世紀中頃と推定される海老錠である。飛鳥京跡苑池でも7世紀後半のものと見られる海老錠が出土しているほか、正倉院にも唐から伝わったと思われる海老錠が納められている。海老錠は古風に「魚鑰」（ぎょやく）ともいうが、錠前は元々「鎖」「鑰」「鎰」の一字でも表記された。地方を治める国府では、国司の印と正倉の鑰が、令制国統治の証明とされていた。又、「鎖」は「錠前」という字義から、「閉ざす」行為を意味する字にもなっている（例 : 鎖国、封鎖）。

江戸時代には、庶民にとって鍵はほとんど必要のないものだった。当時の治安は比較的よかった上に、用心する際はほとんど心張り棒で戸締りをしていたからである。鍵をかけるのは当時の金持ちが蔵にかけるぐらいであったが、その鍵は手で簡単に開けられるようなものなど、防犯の意味をあまり成さず、ほとんど飾りだけのようなものが多かった。ただし、城門の|閂（かんぬき）には頑丈な錠前が備え付けられていた。なお、蔵などには雨戸などで用いられる落とし錠が用いられることもあった。
武器の需要が減り、仕事が減った刀鍛冶ら武器職人によって、和錠と呼ばれる手の込んだ造りの錠前が作られるようになった。阿波錠（徳島県）、土佐錠（高知県）、因幡錠（鳥取県）、安芸錠（広島県）などが著名とされる。
現代の日本では、6月9日が「ロックの日」とされている。

## 鍵の分類
鍵は歴史的にみると錠の正面の鍵穴で解錠するヨーロッパ型錠と、錠の右側面に鍵穴があり鍵を押し込んで解錠するアジア型錠に分けられる。

### ヨーロッパ型錠
ヨーロッパ型錠は西洋を中心に普及した錠内部の障害物に合致する鍵を使って回転させることで解錠する構造のものをいう。回転鍵型錠ともいう。

### アジア型錠
アジア型錠はシルクロード周辺の国々を中心に普及した錠内部の板バネを閉じさせることで解錠する構造のものをいう。チャイニーズロックやオリエンタルロックともいう。

## 機械式の錠に対応する鍵

### 機構

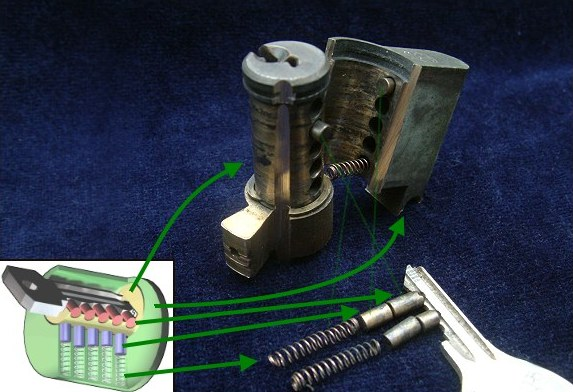
シリンダー錠の構造

現代の主流の方式の錠前は19世紀に誕生したシリンダー錠である。ヨーロッパではそれまでウォード錠が普及していたが鍵違い数は数百通りが限界であった。
シリンダー錠は筒を組み合わせた形状の錠前で、これに鍵を差し込み、回転させることで開閉する。シリンダー錠の内部には、普段は開閉を遮るためのピンが複数本あり、このピンはそれぞれ異なる一定の押し具合による解錠ラインが一致した場合にのみ開く構造になっている。シリンダー錠の鍵は、このピンを押し、全てのピンが同時に開いて錠前が回転するように働く。代表的なものにピンタンブラー錠がある。
アメリカではピンタンブラー方式のシリンダー錠が発明され工業製品として量産されるようになった。
タンブラー錠の鍵は、よく見かけるものでは新旧2種類の形状がある。古い形の鍵はレバータンブラー錠用の鍵で、数枚（通常2枚から5枚）の平らなレバー（てこ）を鍵のブレードの形状によって様々な高さまで持ち上げ、内部でそれらが揃うことでボルトを前後に動かせるようになり、錠前が施錠・解錠される。鍵の歯または合い形は先端が尖っておらず、平らである。レバータンブラー錠の鍵は一般にやや大きく、持ち運びが若干不便だが、安全性は高い。
新しい形の鍵は、ピンタンブラー錠またはウェハータンブラー錠の鍵である。解錠のために鍵穴に垂直に差し込む場合、鍵穴の形状と鍵のブレード部分の溝が合わないと差し込めず、錠前に挿入できる鍵の種類が限定される。錠前に鍵を差し込むと、ブレード部の一端の歯（合い形）がシリンダー内のピンやウェハーが上下し、それらの切れ目が内筒と外筒の境界線上に並ぶと内筒を回転させることができ、それによって解錠できる。

### スケルトンキー

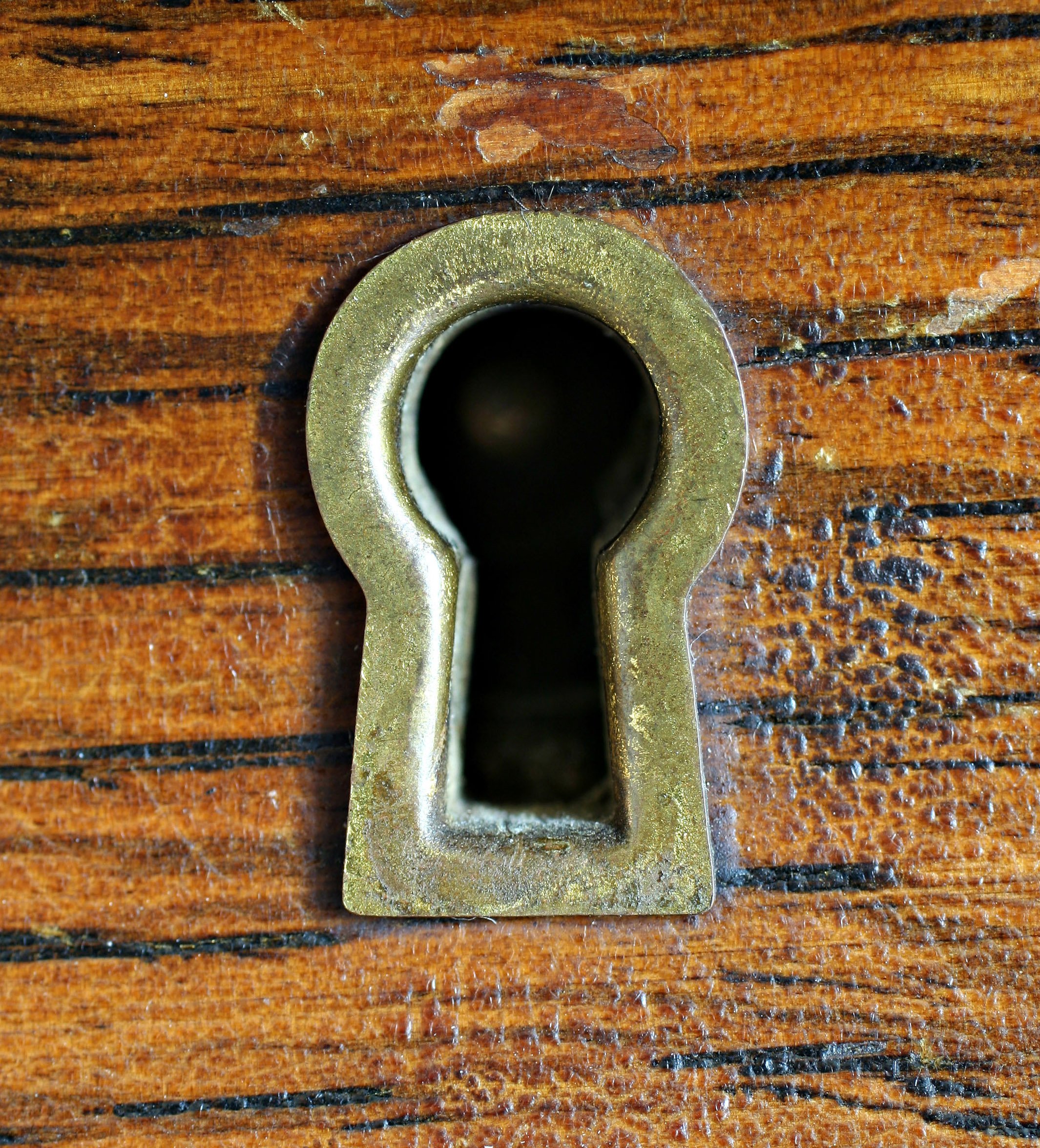
ウォード錠は対応する鍵以外にももっと小さいスケルトンキーで開けられる。

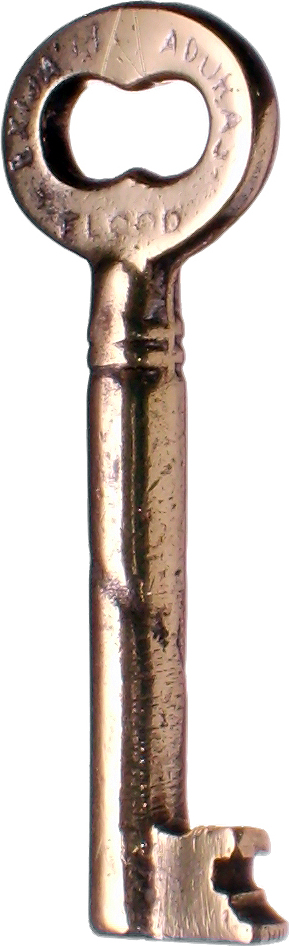
青銅製のスケルトンキー

スケルトンキーは非常に単純なデザインの鍵で、軸は円筒状で、先端に小さく平坦な矩形上の歯（合い形）がついている。また持ち手となる頭部も独特であり、全く飾り気のない平らなものと派手に装飾されたものがある。スケルトンキーはウォード錠の施錠機構を出し抜くよう設計されている。ウォード錠とその鍵はセキュリティ能力が低く、その鍵と同じ寸法かもっと小さいスケルトンキーでも解錠でき、スケルトンキーは多数のウォード錠を解錠できることが多い。スケルトンキーでなくても、ウォード錠の鍵穴にフィットする物体なら解錠できる可能性があった。
ウォード錠は1800年代頃に最も広く使われていたが、セキュリティ能力が低いため、より複雑な錠前が製造可能になると廃れていった。今では "skeleton key" は本来の鍵の種類を指すのではなく、「合い鍵」の意味で使われることが多い。ウォード錠は今でも古い家や古い家具などに見られる。

### アブロイキー
アブロイキーはディスクタンブラー錠の鍵で、そのブレード部は円筒を軸に沿って半分に切った形になっている。ブレード部には切り欠きが様々な角度で入っていて、それによって錠前内部のディスクを所定の角度まで回転させる。
フィンランドでは家の玄関の鍵としてアブロイキーがよく使われているが、フィンランド以外の世界各地でも使われている。ピッキング行為が非常に難しく、安全と言われている。

### チューブラーキー

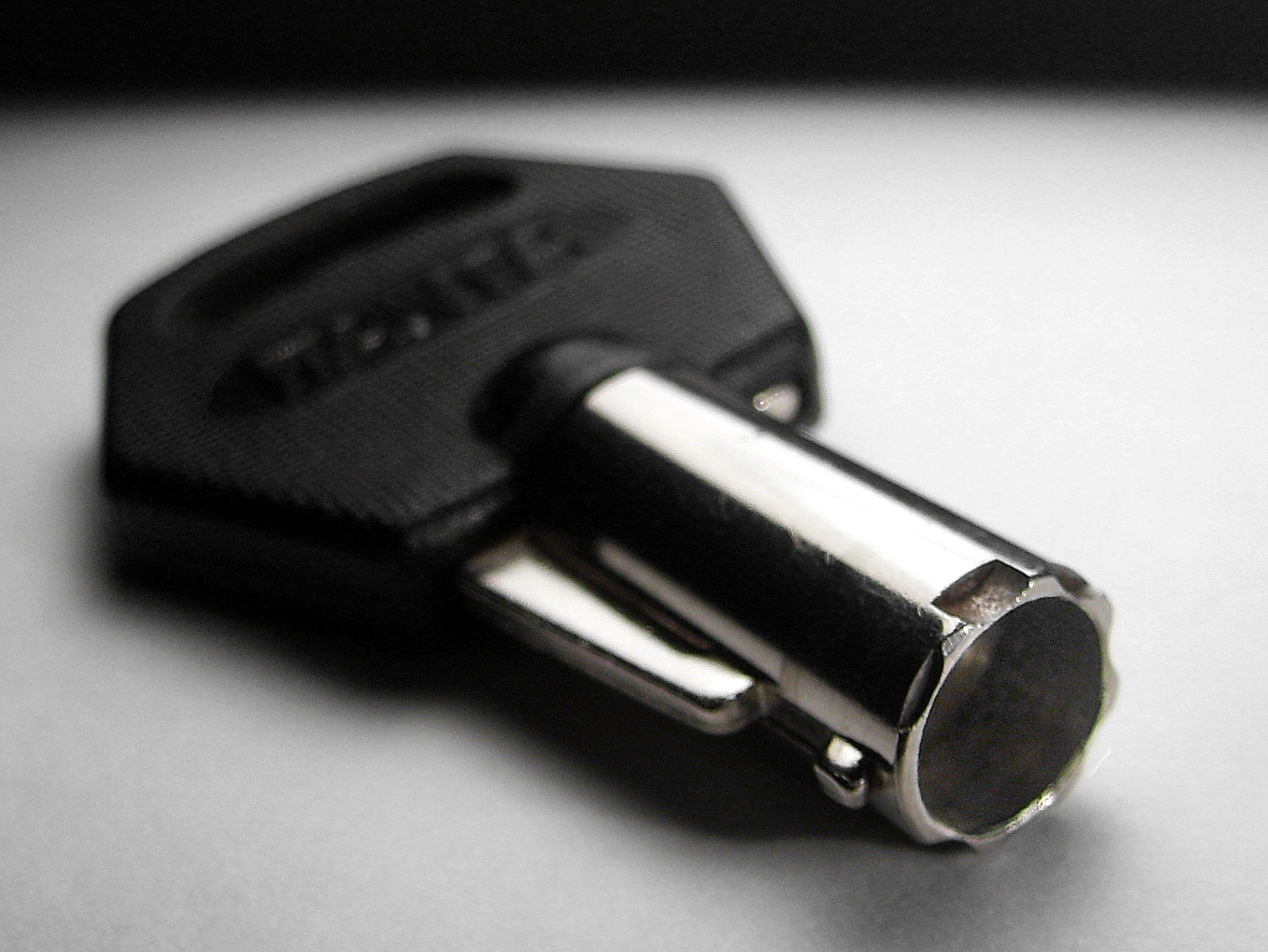
チューブラーキー

チューブラーキー（古いものはバレルキーとも呼ぶ）はチューブラー・ピンタンブラー錠を解錠するための鍵である。中空の円筒形の軸があり、通常の鍵のブレード部分より短く、その直径が大きい。最近のものは、軸の先端から外面に様々な長さの溝が刻まれている。この溝に軸と並行な方向に向いているピンがはまるようになっている。円筒の外面にある突起は鍵がピンに押し出されるのを防ぐ目的があり、円筒の中空部は鍵の回転軸の位置あわせを目的としている。
チューブラーキーは通常の鍵複製用機械では複製できず、専用の機械を必要とするため複製がやや難しい。家庭用警報システム、自動販売機、自転車の錠前などによく見られる。ピンは7本または8本が一般的で、コンピュータでは小型のものを使っている。

### ディンプルキー
ディンプルキーは、スイスのKABA社が1934年に世界で初めて開発した鍵で、ブレードの平たい面に様々な深さの窪みが刻まれている。鍵違い数が膨大で、複雑な構造を有しているため、物理キーとしては現在最もピッキングに強い鍵として知られている。通常、対応する錠前には2列のピンがあり、鍵にある2列の窪みとそれらがかみ合うようになっている。一般に裏面にも同じ窪みのパターンが刻まれていて、どちらの面を表として挿入しても機能するようになっている。日本では2000年前半に起こったピッキングブームによってその防犯性の高さから一気に普及した。各メーカーがディンプルキー採用のシリンダーを製造している。複製に専用の機材を要する。

### マグネットキー
マグネットキーと対応する錠前は、鍵に磁石を埋め込んでおり、それを施錠・解錠に用いる機構である。ブレード部に小さな磁石が並んでいて、そのN極とS極の並びによって錠前内部のタンブラーを引き付けたり反発したりすることでシリンダーを回転できるようにする。電気は使っていない。磁石の向きや強さを様々に組み合わせることで数千の組み合わせが可能である。

### 代表的な錠前と鍵

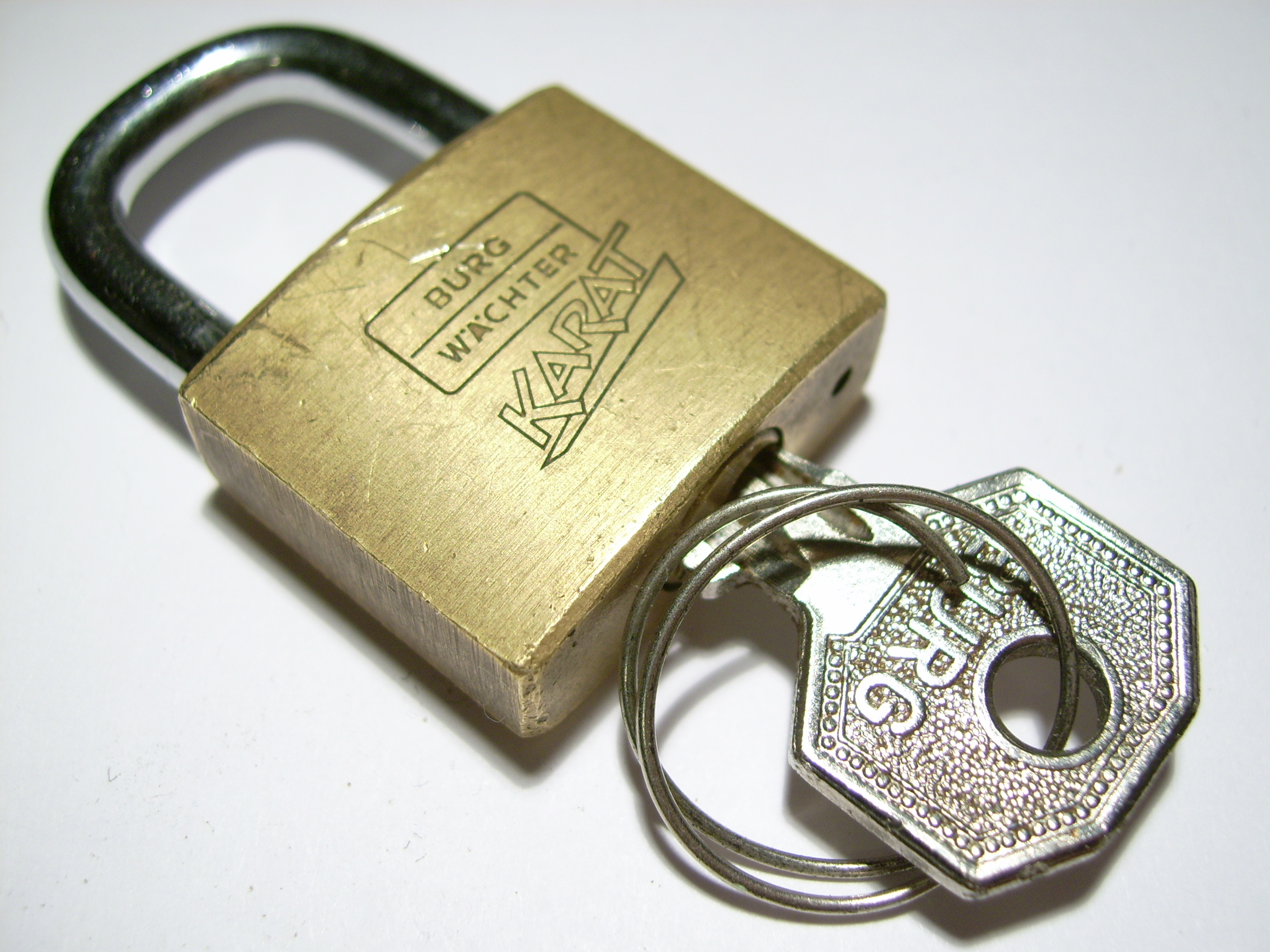
南京錠

南京錠は箱状の本体と、U字型の金属の足「弦」（ツル）からなる錠。弦が持ち上がり、一方の足と本体の間に空間が生まれる。この空間にチェーンなどを組み入れてロックさせる。既に、江戸時代初期には伝来していたと考えられており、「小さい」または「珍しい」という当時の意味で南京と名付けられているだけで（他の用例: 南京豆、南京虫など）、南京市とは直接の関係はない。最近の日本製の物では、本体に真鍮、ツルにはステンレスまたは真鍮メッキした鋼鉄などが主に使われる。防犯性を高めるためツルを熱処理して硬度を高めた物もある。
和錠
日本では中世に「和錠」が製造されるようになった。和錠は鍵と外観はヨーロッパ錠の形態であるが、内部構造は板バネを使用しておりアジア錠と同じ特徴を持つ。和錠には、知恵の輪のような鍵や、豪華に金箔が張られた錠、重さが数キログラムもある錠、梅と鶯が描かれた芸術性のある錠、また、仕掛けを解かないと鍵穴が見つからない錠、一つの鍵穴に複数の鍵を順番に差し込まないと解錠できない錠、すなわち「からくり錠」等、様々な錠前と鍵が存在した。現在でもそれらを収集するコレクターが存在する。

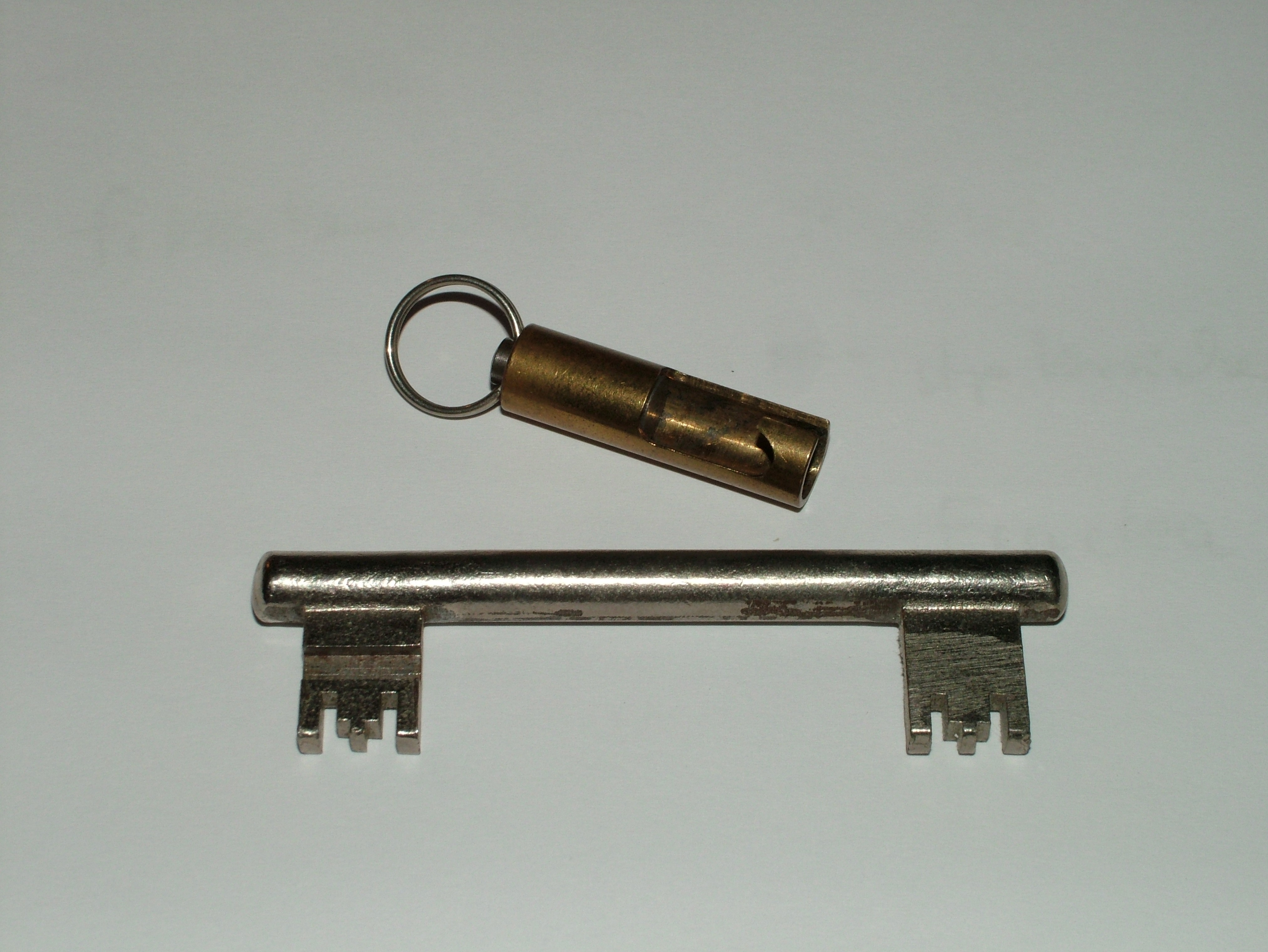
ベルリン錠

通常の鍵はどちらか片方に鍵があるが、ベルリン錠（独: Durchsteckschlüssel、英: forced locking key）は両側に2つの鍵がついている。解錠後、鍵はドアの反対側に抜けてしまう。この機構によって、反対側から再びドアに鍵をかけるまで鍵を収納することができない。この形式の錠では、ドアが開いている間にボルトを締めることはできない。ドイツのベルリンにいた鍵職人 Johann Schweiger が発明し、1912年から Albert Kerfin & Co社が大量生産した。この種の鍵は現在では一般的ではなくなっている。しかし、ベルリンでは独特の特徴が受け継がれている。

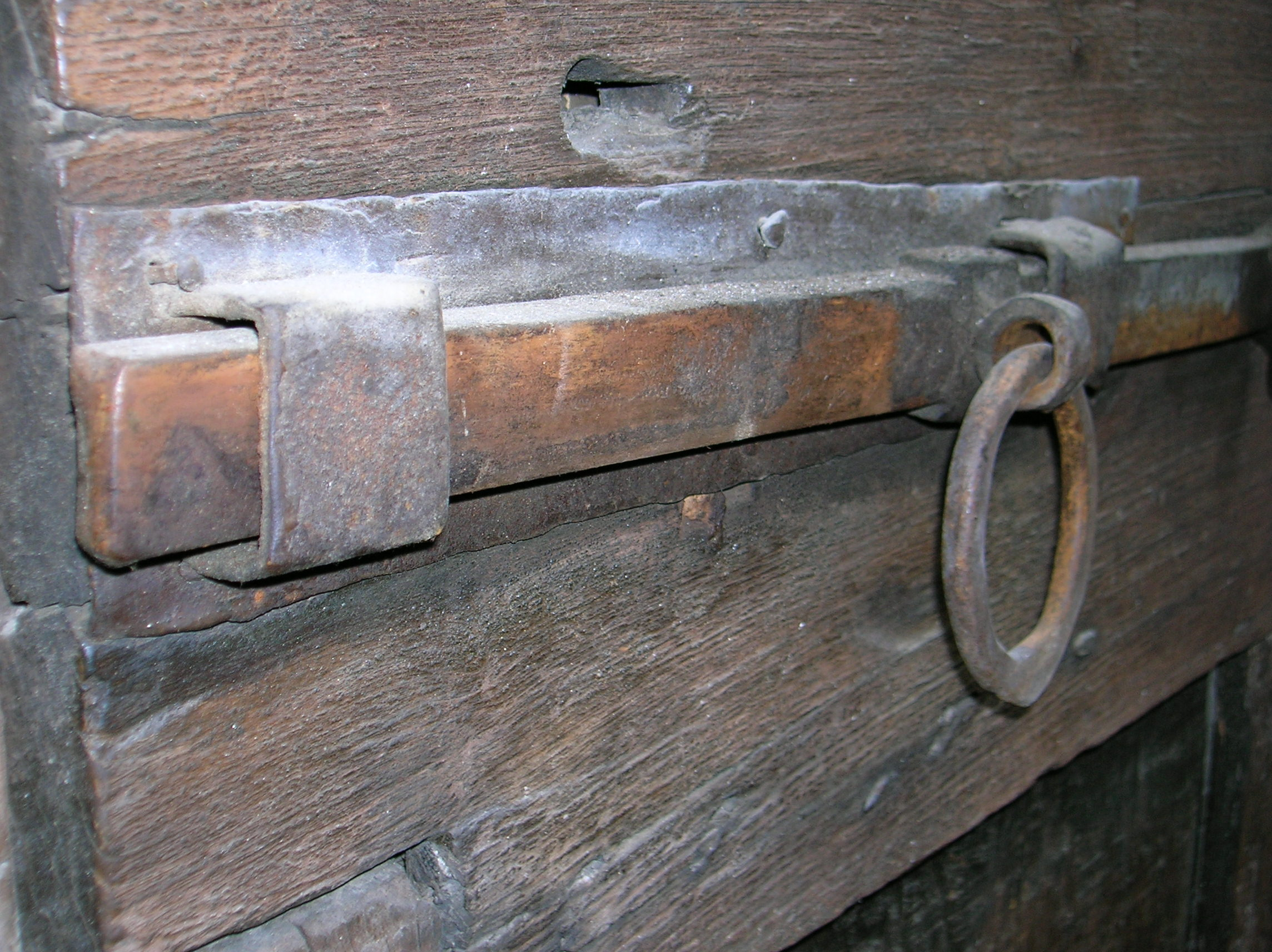
閂

その他
- 閂
- ピンタンブラー錠
- ディスクタンブラー錠
- ロータリーディスクタンブラー
- マグネットタンブラー
- ウェハータンブラー
- 八万ロック
- マルティロック
- U字ロック

## 電子式の錠に対応する鍵

### カードキー
カードキーは平らな矩形のプラスチックカードで、クレジットカードや運転免許証と同じ大きさであり、物理的またはデジタルの署名が格納されていて、錠前機構がそれを読み取って解錠するようになっている。いくつかの種類があり、物理的に穴を開けてあるもの、バーコードが印刷されているもの、磁気ストライプカード、ウィーガント・ワイヤを埋め込んだもの、ICカード（集積回路を埋め込んだもの）、RFIDを利用した非接触型のものなどがある。

## 建物の鍵

### 建物錠
建物の出入口や戸などの施錠のための錠を建物錠という。

### コンストラクションキー
コンストラクションキーとは、建物の新築工事中にのみ使用できる鍵である。工事中には複数の業者が出入りするため、かつては、工事中の建物には施錠しないのが一般的であったが、若者などによる夜間の興味本位の立ち入り、ホームレスによる宿代わりの利用、設置された設備品などを盗んだり盗聴器を設置する目的での立入り、大規模建物などでは建設を快く思わない者による破壊行為など、防犯面で問題があるため、施錠することを求められるようになった。
しかし、通常の鍵（引き渡し後に施主が使用するもの）を業者間で貸し借りしたり、複製して渡してしまうと、管理されていない場所で合鍵を作製されてしまうおそれがある。施主への引き渡し後にこれらの合鍵を使って不正に立入ることを防ぐため、建築中には別の鍵を用いることになった。
コンストラクションキーは通常の鍵よりも短い鍵であることが多い。コンストラクションキーに対応した錠前は、初期にはこの鍵で施解錠できるが、本来の長さをもつ通常の鍵を挿入されると錠前の機構が変化して、コンストラクションキーでは二度と施解錠できなくなる。

## 自動車の鍵

### 形態

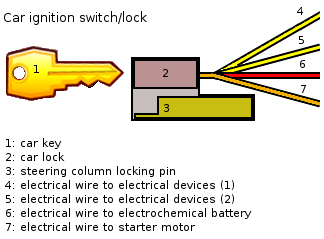
自動車の鍵は、ドアやグローブボックスの施錠/解錠とエンジンの始動などに用いられる。

自動車の鍵は、乗降用や荷物用のドア、トランクリッド、グローブボックスなどの小物入れ、給油口の蓋、オープンカーのパーキングブレーキレバーなどの施錠/解錠と、イグニッションスイッチ（アクセサリーや主電源）の入/切、スターターモーターへの通電、荷室用パワーウインドウの操作などに使われてきた。イグニッションスイッチはステアリングロックやシフトロックとも連携していることがほとんどである。
最近のものは一般に左右対称形で、中にはブレード部の両端に歯があるのではなく、ブレードの面に溝を彫ってあるものもある。車種によっては「バレーパーキング」（英語版）で係員に預ける「バレーキー」という補助鍵も付属する。バレーキーは運転席のドアを開けることとエンジンの始動しかできず、一時的に他人に車を任せる際に使う。高性能車のバレーキーには、駐車場周辺の移動に必要な程度にまでエンジンの出力を抑える機能を持つものもある。最近ではイモビライザーを搭載した自動車も増えている。
また、リモコンでドアを解錠/施錠するキーレスエントリーシステムが普及しており、さらには鍵を携帯した状態で自動車に近づいただけで解錠されるハンズフリー方式のスマートエントリーシステムもある。これはエンジンの始動もスイッチ操作のみで行え、機械的な鍵を必要としない。
一部のハイテクな自動車の鍵は、窃盗防止効果があると宣伝されている。メルセデス・ベンツでは金属片を鍵とすることを止め、符号化された赤外線ビームで車載コンピュータと通信することで鍵の役目を果たすようにした。暗号が一致すれば、自動車を起動できる。ただしそのような鍵は非常に高価で、失くした場合に再発行してもらうには400USドルもかかる。ランドローバーやフォルクスワーゲンではスイッチブレードと呼ばれる鍵を採用しており、キーレスエントリー装置のボタンを押すと鍵のブレード部分が飛び出すようになっている。

### トランスポンダーキー
トランスポンダーキーは、信号を発する回路を内蔵した自動車用の鍵である。鍵を点火装置のシリンダーに挿入して回すと、自動車のコンピュータが無線信号をトランスポンダー回路に対して発信する。その回路には電源となる電池がなく、受信した無線信号自体をエネルギー源として動作する。その回路にはマイクロコントローラが組み込まれており、符号化された信号を車載コンピュータに返信する。その回路が応答しない場合や符号が間違っている場合、エンジンは起動しない。トランスポンダーキーの返信する符号はそれぞれ異なるため、このような鍵の複製は難しい。
トランスポンダーキーの頭部にそのような回路が組み込まれていることを所有者が気づいていないこともある。一方、ゼネラルモーターズが1990年代に実用化した VATS (Vehicle Anti-Theft System) は鍵にトランスポンダが組み込まれていると思われていたが、実際には抵抗器が組み込まれているだけで、鍵を挿入するとその抵抗値を測定して正しい値かどうかを確認していただけだった。

## 機器の鍵
電気機器の入切に鍵を使うものがある。例えば警備に使用する機器には警戒と解除を切り替えるために鍵を使用したキースイッチを用いたものがある。

## 鍵の管理

### マスターキー
マスターキーとは、複数の錠前を解錠できる鍵である。鍵自体の見た目は通常の鍵と変わらない。マスターキーで解錠できる錠前にはそれぞれ対応する鍵が存在するが、それらは別の錠前を解錠できない。マスターキーのある錠前には共通する第2の錠前機構があり、マスターキーはそれを使って解錠する。例えばピンタンブラー錠の場合、それぞれのピンに2つの切れ目があり、そのうち一つを通常の鍵が利用し、もう一つをマスターキーが利用する。より高価な錠前の場合、通常の鍵とマスターキーそれぞれに対応したシリンダーがある。
大きな組織では、さらに複雑な「グランドマスターキー」システムを採用している。いくつかの錠前に対応したマスターキーが複数あり、それら全てに対応したグランドマスターキーが用意されている。大規模ホテルなどではさらにその上位キーであるグレートグランドマスターキーを常備している。
マスターキーシステムを採用している建物などでは、どれか一つの錠前にアクセスするだけで、適当なブランクキーでマスターキーを複製する攻撃方法が存在する。
- 錠前の破壊能力を持つショットガンを上記のマスターキーになぞらえた通称。詳細はソードオフ・ショットガン、M26 MASSを参照。
- 非常時に錠前やドアを破壊するために設置される斧。

### キーホルダー

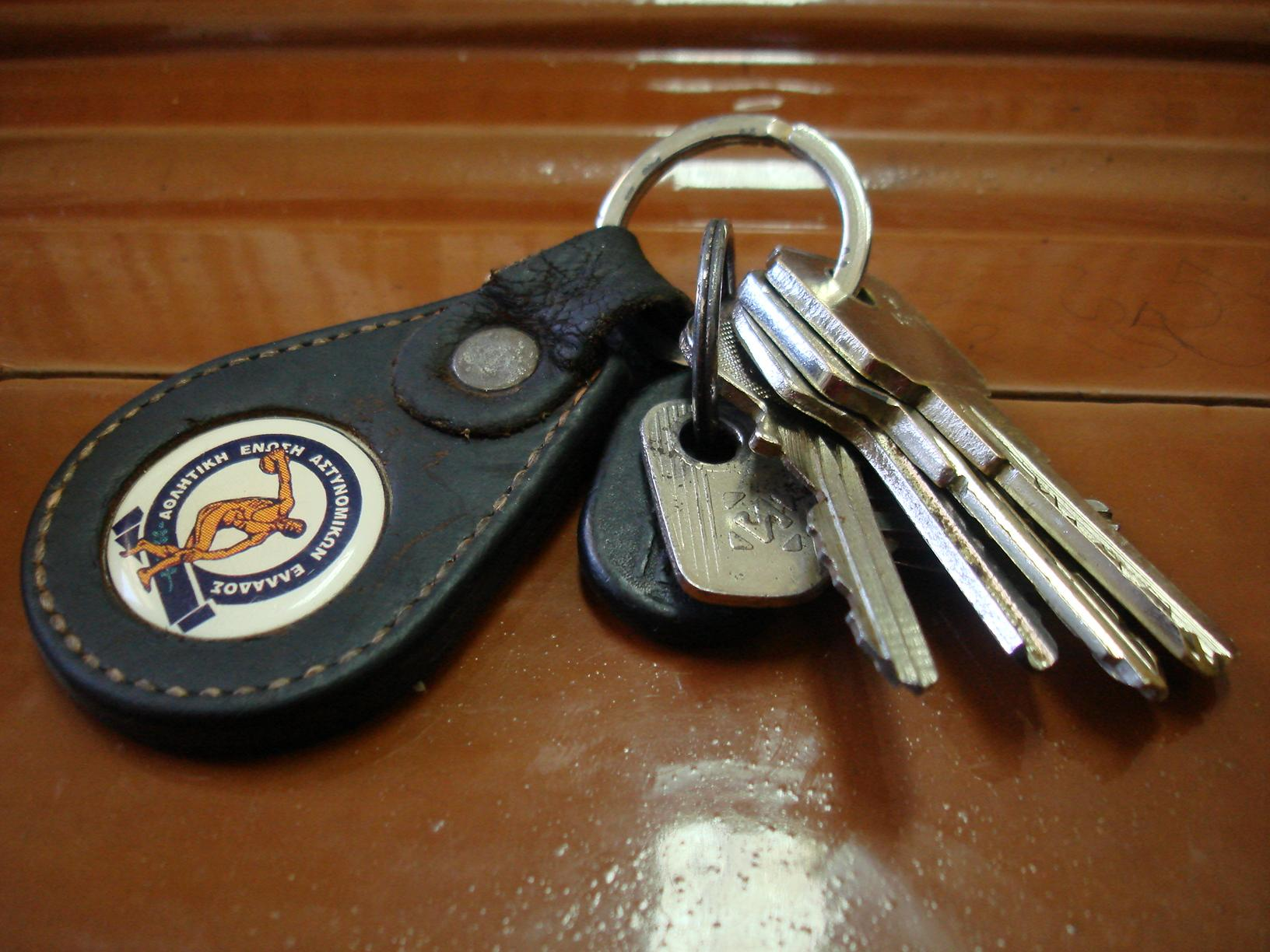
キーホルダーは複数の鍵をまとめるのによく使われている。

人々は日常生活に必要な鍵を持ち歩いており、装飾つきのキーホルダーなどでまとめていることが多い。

### その他の紛失防止策
自宅の郵便受け内などに合鍵を入れておく「置き鍵」は空き巣などに悪用されるリスクがある。
夜の帰宅時に鞄の中から鍵を見つけやすくするためのLED照明や、スマートフォンから離れる（どこかに置き忘れるか落とす）と通知する器具も市販されている。

## 鍵の複製

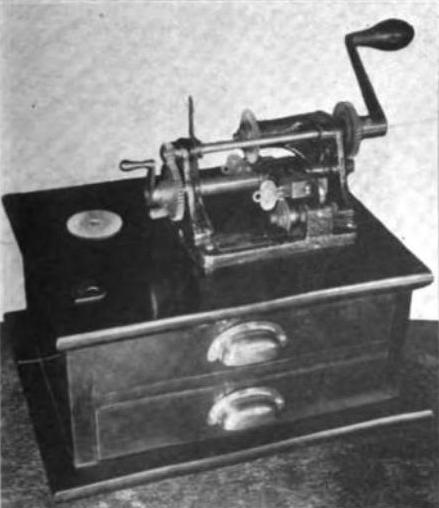
機械式の鍵複製機（1917年の発明）

平らな金属製の鍵を素早く複製する機械はアメリカ合衆国で1917年に発明された（右図）。
鍵の複製は、複製元の鍵と歯を刻んでいないブランクキー（キーブランク）を万力で並ぶように固定し、ガイドに沿わせて元の鍵の歯を動かし、ブランクキー側にそれと同期して切削工具またはグラインダーが当たることで複製するのが一般的である。切削後、新たな鍵のバリ取りをする。バリを残したままでは切削したところの角が鋭すぎて危険であり、錠前機構にも傷がつく恐れがある。他にも様々な鍵複製用の機械があるが、自動化の程度に違いはあるものの基本的な考え方は20世紀初期から変わっていない。
鍵の複製はホームセンターなどでもできるし、専門の錠前店でももちろんできるが、正しいブランクキーが必須である。
複製するのが難しいようにデザインされた鍵もある。また単に Do Not Duplicate と刻まれた鍵もあるが、（アメリカでは）法的にはあまり意味がない。
鍵を複製すると誤差を伴うことがある。多数の鍵を有する組織などでは鍵の形状（切り欠きの深さなど）を記録しておき、そのような数値情報だけから鍵を複製できるようにしておくこともある。

## 鍵の象徴性

バチカンの紋章

鍵は古来より管理の象徴とされ、権力や財力を示す象徴とされてきた。
鍵は象徴として様々な紋章に使われており、例えばバチカン市国の国章に使われている。これは、初代教皇ペトロが「天国の鍵」を与えられたという故事に由来する。日本においても、門を閉ざす機能から、鍵には魔除けなどの効果があると考えられ、鍵を意匠化した家紋「鍵紋」が作られ、有名な所では土肥氏が替え紋として使用した。